# Gouvernement du 5e Dáil
4e Dáil 6e Dáil
Le gouvernement du 5e Dáil ou 3e Conseil exécutif (23 juin 1927 - 11 octobre 1927) est formé après l'élection générale de juin 1927 tenue le 9 juin 1927. Il est dirigé par William T. Cosgrave, chef du Cumann na nGaedheal, en tant que Président de le Conseil exécutif, qui dirige le gouvernement depuis août 1922.

## 3eConseil exécutif de l'État libre d'Irlande

### Nomination du président du Conseil exécutif
Les membres du 5e Dáil se rencontrent pour la première fois le 23 juin 1927. Lors du débat sur la nomination du président du Conseil exécutif, le chef du Cumann na nGaedheal et président sortant William T. Cosgrave est proposé, et cette résolution est adoptée avec 68 voix pour et 22 contre. Cosgrave est ensuite nommé président du Conseil exécutif par le gouverneur général Tim Healy.
| 23 juin 1927 Nomination de William T. Cosgrave (CnaG) comme Président du Conseil exécutif Motion proposée par James Murphy et appuyée par Peadar Doyle Majorité absolue : 77/153 |                                                                                           |          |
| Vote | Partis                                                                                    | Votes    |
| Oui | Cumann na nGaedheal (44), Farmers' Party (11), Independents (13)                          | 68 / 153 |
| Non | Labour Party (22)                                                                         | 22 / 153 |
| Absent | National League Party (8), Cumann na nGaedheal (2), Independents (2), Ceann Comhairle (1) | 13 / 153 |
| Abstention | Fianna Fáil (44), Sinn Féin (5), Independent (1)                                          | 50 / 153 |

### Membres du Conseil exécutif
Les membres du Conseil exécutif sont proposés par le président et approuvés par le Dáil. Ils sont ensuite validés par le gouverneur général.
| Poste                                                       | Nom | Nom                               |
| ----------------------------------------------------------- | --- | --------------------------------- |
| Président du Conseil exécutif                               |     | William T. Cosgrave               |
| Vice-président du Conseil exécutif                          |     | Kevin O'Higgins                   |
| Ministre des Affaires extérieures                           |     | Kevin O'Higgins                   |
| Ministre de la Justice                                      |     | Kevin O'Higgins                   |
| Ministre des Finances                                       |     | Ernest Blythe                     |
| Ministre de la Défense                                      |     | Desmond FitzGerald                |
| Ministre de l'Industrie et du Commerce                      |     | Patrick McGilligan                |
| Ministre de l'Éducation                                     |     | John M. O'Sullivan                |
| Ministre de l'Agriculture                                   |     | Patrick Hogan                     |
| Ministre des Pêches                                         |     | Fionán Lynch                      |
| Ministre de l'Administration locale et de la Santé publique |     | Richard Mulcahy                   |
| Ministre des Postes et Télégraphes                          |     | James J. Walsh                    |
| Après l'assasinat de Kevin O'Higgins,.                      |     |                                   |
| Poste                                                       | Nom | Nom                               |
| Vice-président du Conseil exécutif                          |     | Ernest Blythe                     |
| Ministre des Affaires extérieures                           |     | William T. Cosgrave (par intérim) |
| Ministre de la Justice                                      |     | William T. Cosgrave (par intérim) |

## Actions du gouvernement
Après l'assassinat de Kevin O'Higgins le 10 juillet 1927, le Conseil exécutif a proposé le projet de loi électoral (amendement) (n ° 2). Cette législation prévoit la disqualification pendant cinq ans de tout membre de l'Oireachtas qui n’aurait pas prêté le serment d’allégeance prescrit à l’article 17 de la Constitution de l'État libre d'Irlande. Après que cette législation est adoptée par les deux chambres, les députés élus pour le Fianna Fáil dirigé par Éamon de Valera prêtent serment et entrent au Dáil pour la première fois depuis les élections générales de 1922.

## Confiance dans le gouvernement
Le 16 août, le chef du parti travailliste Thomas Johnson propose une motion de censure au Conseil exécutif. La motion est rejetée, mais seulement sur la voix prépondérante du Ceann Comhairle Michael Hayes, donnant un vote final de 71 voix contre 72. Bien que le Conseil exécutif conserve de justesse la confiance du Dáil, le président demande la dissolution du Dáil et une nouvelle élection a lieu en septembre 1927.